# Drumline (Film)
Drumline (alternativer Langtitel: Drumline – Halbzeit ist Spielzeit) ist ein US-amerikanischer Film aus dem Jahr 2002.

## Handlung
Devon Miles ist ein talentierter Musiker und bekommt deshalb ein Stipendium für die Universität in Atlanta. Trotz seines Talents kommt er mit dem Leiter der Band in Konflikt, da er sich nicht an die Spielregeln halten will. Weiterhin kann er keine Noten lesen, weshalb er nicht mehr bei den öffentlichen Auftritten spielen darf. Devon reißt sich deshalb zusammen, lernt Noten lesen, klärt seine Probleme mit anderen und hilft mit den kommenden Wettbewerb zu gewinnen.

## Zusammenfassung
Der Film Drumline dreht sich um den begabten Snare-Drummer, Devon Miles (Nick Cannon), der ein Stipendium erhält, mit Hilfe dessen er auf eine Musikschule nach Atlanta, die A&T Universität, wechselt.
Devon stört sich daran, dass die Neuankömmlinge morgens sehr früh aufstehen müssen und militärisch gedrillt werden.
Devon stellt sich daher oft gegen die Gruppe und lernt nicht das, was er soll. Eine inoffizielle Schulregel besagt, dass Abweichler eine Glatze geschoren bekommen. Auf der Uni gibt es nicht nur Musikanten, sondern auch Tänzerinnen, wie etwa Laila, in die sich Devon verliebt und sich anstrengt, mit ihr zusammenzukommen. Nach einiger Zeit ist Devon so gut, dass er es Shawn Taylor, dem Drumlehrer, beweisen möchte. Er rückt in die höchste Musikerklasse auf und stellt sein Können bei einer prominenten Gelegenheit unter Beweis, indem er beim ersten großen Auftritt den Solopart perfekt vorspielt. Als Devon beim zweiten Auftritt seinen Solopart erneut spielt, weil der Erfolg es allen angetan hat, gerät er in eine Schlägerei mit dem Drumsolisten der konkurrierenden Band, weshalb er aus der Band ausgeschlossen wird.
Zu allem Übel wird nun noch öffentlich bekannt, dass Devon keine Noten lesen kann. Ihm droht deshalb der Rauswurf aus dem Internat, was er vehement zu verhindern versucht.
Devon war auf dem Weg zu seiner Snare und traf im Bandraum auf den gerade übenden Taylor. Devon fordert ihn heraus und gewinnt. Die Performance wird von einem Notenaufzeichnungsgerät festgehalten und ist deshalb überprüfbar. Selbst Taylor ist von diesem Multitalent begeistert und geht mit Devon zum Direktor, den Devon um Entschuldigung für sein vorangegangenes, beanstandetes Verhalten bittet. Sie unterbreiten gemeinsam einen Vorschlag für das anstehende Musikfestival.
Der Vorschlag findet Gefallen und Taylor, Devon und der Direktor üben mit der Band. Taylor und Devon werden Freunde und Taylor bringt Devon Notenlesen bei.
Laila wollte Devon ihren Eltern längst vorstellen. Da diese aber dem zum Duell geratenen Auftritt der beiden Musikuniversitätsbands beigewohnt hatten und dem Typen, der sich prügelte, nicht eben gewogen waren, war das bisher unmöglich. Nun rückte aber das große Musikfestival näher. Eigentlich sollte Devon gar nicht mitspielen. Doch als seine Band mit überragenden Leistungen ins Finale kommt, kann das nur mit Drums bewältigt werden. Devon als der unbestritten beste Spieler bestreitet diesen Part. Im Finale des Films gewinnt die A&T Universität und Devon wird wieder in die Meisterklasse P1 aufgenommen. Das überzeugt auch Lailas Eltern.

## Kritiken
„Leidlich unterhaltsame, aber sorgfältig inszenierte Mischung aus Komödie, Liebesfilm, Musical und Drama mit sympathischen Hauptfiguren und einer Menge gewöhnungsbedürftiger Trommel-Duelle.“

## Auszeichnungen (Auswahl)
Der Film war im Jahr 2003 für sechs Filmpreise nominiert, u. a. für den MTV Movie Award in den Kategorien Breakthrough Male Performance sowie Bester Kuss, jedoch konnte er keine Trophäe gewinnen.